# Nguyễn Văn Toàn (cầu thủ bóng đá)
Nguyễn Văn Toàn (sinh ngày 12 tháng 4 năm 1996) là một cầu thủ bóng đá chuyên nghiệp người Việt Nam hiện đang thi đấu ở vị trí tiền đạo cánh cho câu lạc bộ V.League 1 Thép Xanh Nam Định và đội tuyển bóng đá quốc gia Việt Nam.
Trưởng thành từ học viện HAGL–Arsenal JMG, Văn Toàn là cầu thủ nổi tiếng với lối chơi đầy tốc độ, khéo léo và tinh thần đồng đội cao.

## Sự nghiệp câu lạc bộ

### Hoàng Anh Gia Lai
Nguyễn Văn Toàn trưởng thành từ học viện HAGL–Arsenal JMG và được đôn lên đội một thi đấu V.League 1 từ mùa giải 2015. Thành tích tốt nhất của Văn Toàn cùng HAGL là tấm huy chương đồng Cúp Quốc gia 2022.

### Seoul E-Land
Ngày 4 tháng 1 năm 2023, câu lạc bộ Seoul E-Land của Hàn Quốc xác nhận rằng họ đã chiêu mộ thành công Nguyễn Văn Toàn sau khi anh chính thức chia tay Hoàng Anh Gia Lai. Ngày 1 tháng 3, Văn Toàn đã được trao cơ hội đá chính trong đội hình Seoul E-Land ở trận mở màn K League 2 gặp Chungbuk Cheongju. Anh đã thi đấu đầy nỗ lực trong 82 phút trên sân nhưng chưa mang lại hiệu quả.

### Thép Xanh Nam Định
Sau vài tháng ăn tập tại Hàn Quốc, Văn Toàn trở về Việt Nam trong màu áo Thép Xanh Nam Định vào tháng 9 năm 2023.

## Sự nghiệp quốc tế

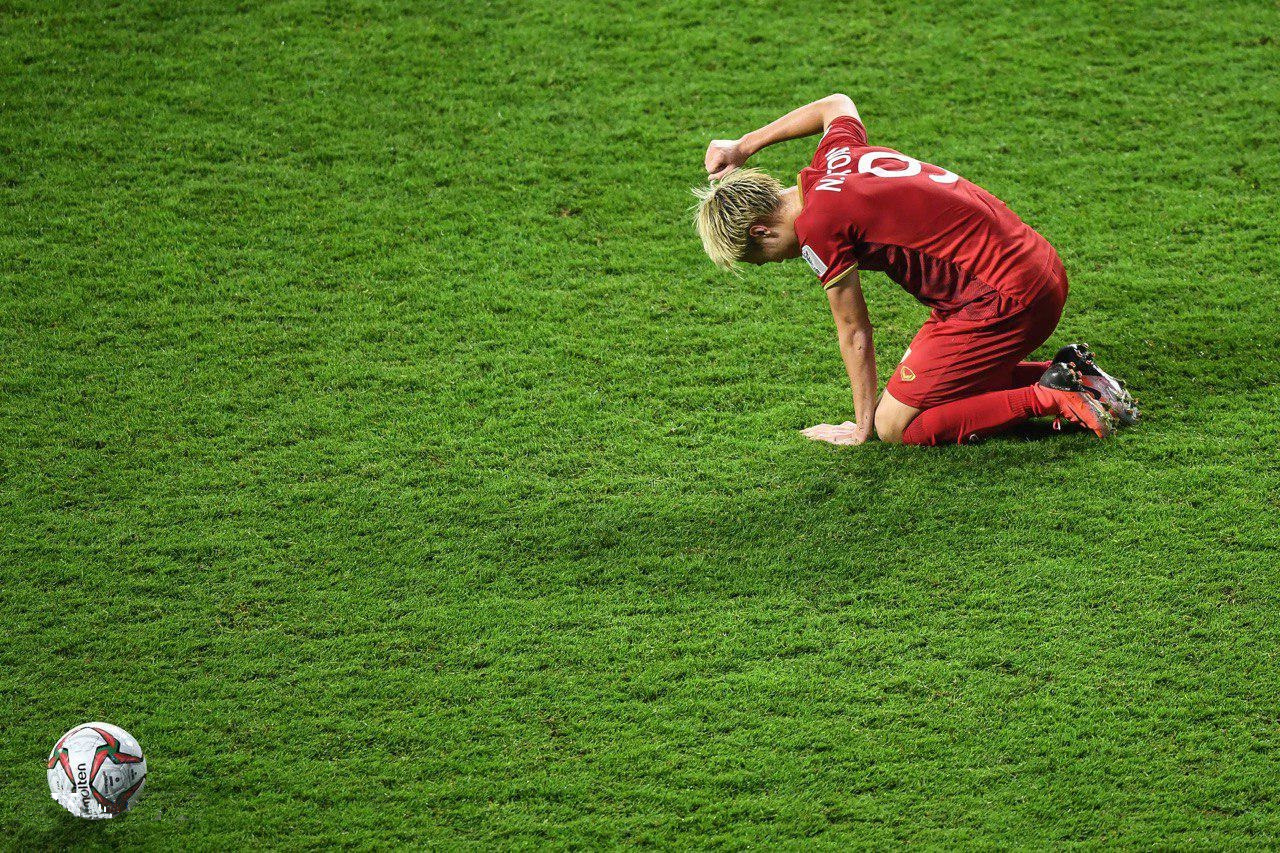
Văn Toàn thất vọng trong thất bại của Việt Nam trước Nhật Bản ở vòng tứ kết AFC Asian Cup 2019.

Nguyễn Văn Toàn từng đại diện cho Việt Nam thi đấu ở các cấp độ U-19 và U-23. Anh ra mắt đội tuyển quốc gia Việt Nam ngay trong lần đầu tập trung vào ngày 24 tháng 3 năm 2016 trong trận gặp Trung Hoa Đài Bắc thuộc khuôn khổ vòng loại World Cup 2018. Trong trận đấu này, anh đóng góp công lớn vào chiến thắng 4–1 của đội tuyển Việt Nam với cú đúp bàn thắng ngay trong hiệp một.
Nguyễn Văn Toàn ghi bàn thắng quan trọng ở phút 108 sau khi được tung vào sân ở trận đấu gặp Olympic Syria tại tứ kết Asian Games 2018 giúp Olympic Việt Nam tiến vào bán kết của Á vận hội lần đầu tiên.
Ngày 27 tháng 9 năm 2022, trong chiến thắng 3–0 của đội tuyển Việt Nam trước Ấn Độ, Văn Toàn đã ghi được một bàn thắng, đáng chú ý khi đây là bàn thắng chấm dứt chuỗi 2009 ngày "tịt ngòi" trong màu áo đội tuyển quốc gia.
Nguyễn Văn Toàn có tên trong danh sách chính thức tham dự AFF Cup 2022, đây là kỳ AFF Cup thứ 4 liên tiếp mà anh góp mặt. Trong trận đầu tiên vòng bảng gặp Lào, Văn Toàn vào sân trong hiệp hai và ghi được 1 bàn thắng vào phút 82 của trận đấu. Sang trận thứ 2 gặp Malaysia trên sân Mỹ Đình, Văn Toàn được xếp đá chính nhưng đã phải sớm rời sân khi lĩnh đủ 2 thẻ vàng ngay trong hiệp 1.
Ngày 16 tháng 11 năm 2023, Văn Toàn được huấn luyện viên Troussier cho xếp đá chính trong trận gặp Philippines tại Vòng loại thứ 2 World Cup 2026 và ngay lập tức ghi bàn mở tỷ số góp phần vào chiến thắng 2-0 của đội tuyển Việt Nam.

## Thống kê sự nghiệp

### Quốc tế
Tính đến ngày 9 tháng 12 năm 2024
| Đội tuyển quốc gia | Năm       | Trận | Bàn |
| ------------------ | --------- | ---- | --- |
| Việt Nam           |           |      |     |
| 2016               | 12        | 3    |     |
| 2017               | 3         | 1    |     |
| 2018               | 1         | 0    |     |
| 2019               | 11        | 0    |     |
| 2021               | 15        | 0    |     |
| 2022               | 6         | 2    |     |
| 2023               | 10        | 1    |     |
| 2024               | 10        | 1    |     |
| Tổng cộng          | Tổng cộng | 68   | 8   |

### Bàn thắng quốc tế
Bàn thắng của đội tuyển Việt Nam được ghi trước.
| # | Ngày                 | Địa điểm                                                 | Đối thủ           | Bàn thắng | Kết quả | Giải đấu                        |
| - | -------------------- | -------------------------------------------------------- | ----------------- | --------- | ------- | ------------------------------- |
| 1 | 24 tháng 3 năm 2016  | Sân vận động Quốc gia Mỹ Đình, Hà Nội, Việt Nam          | Đài Bắc Trung Hoa | 2–1       | 4–1     | Vòng loại World Cup 2018        |
| 2 | 24 tháng 3 năm 2016  | Sân vận động Quốc gia Mỹ Đình, Hà Nội, Việt Nam          | Đài Bắc Trung Hoa | 3–1       | 4–1     | Vòng loại World Cup 2018        |
| 3 | 8 tháng 11 năm 2016  | Sân vận động Quốc gia Mỹ Đình, Hà Nội, Việt Nam          | Indonesia         | 3–2       | 3–2     | Giao hữu                        |
| 4 | 28 tháng 3 năm 2017  | Sân vận động Trung tâm Cộng hòa, Dushanbe, Tajikistan    | Afghanistan       | 1–0       | 1–1     | Vòng loại Asian Cup 2019        |
| 5 | 27 tháng 9 năm 2022  | Sân vận động Thống Nhất, Thành phố Hồ Chí Minh, Việt Nam | Ấn Độ             | 2–0       | 3–0     | Cúp Hưng Thịnh 2022             |
| 6 | 21 tháng 12 năm 2022 | Sân vận động Quốc gia Lào mới, Viêng Chăn, Lào           | Lào               | 5–0       | 6–0     | AFF Cup 2022                    |
| 7 | 16 tháng 11 năm 2023 | Sân vận động Rizal Memorial, Philippines                 | Philippines       | 1–0       | 2–0     | Vòng loại World Cup 2026        |
| 8 | 09 tháng 12 năm 2024 | Sân vận động Quốc gia Lào Mới, Viêng Chăn, Lào           | Lào               | 3–0       | 4–1     | Giải vô địch bóng đá ASEAN 2024 |

#### Olympic
| #  | Ngày                | Địa điểm                                            | Đối thủ | Bàn thắng | Kết quả | Giải đấu                     |
| -- | ------------------- | --------------------------------------------------- | ------- | --------- | ------- | ---------------------------- |
| 1. | 27 tháng 8 năm 2018 | Sân vận động Patriot Candrabhaga, Bekasi, Indonesia | Syria   | 1–0       | 1–0     | Đại hội Thể thao châu Á 2018 |

#### U-23
| #  | Ngày                | Địa điểm                                                 | Đối thủ     | Bàn thắng | Kết quả | Giải đấu                                        |
| -- | ------------------- | -------------------------------------------------------- | ----------- | --------- | ------- | ----------------------------------------------- |
| 1. | 2 tháng 6 năm 2015  | Sân vận động Bishan, Bishan, Singapore                   | Malaysia    | 4–1       | 5–1     | SEA Games 2015                                  |
| 2. | 21 tháng 7 năm 2017 | Sân vận động Thống Nhất, Thành phố Hồ Chí Minh, Việt Nam | Ma Cao      | 2–0       | 8–1     | Vòng loại giải vô địch bóng đá U-23 châu Á 2018 |
| 3. | 21 tháng 7 năm 2017 | Sân vận động Thống Nhất, Thành phố Hồ Chí Minh, Việt Nam | Ma Cao      | 8–1       |         | Vòng loại giải vô địch bóng đá U-23 châu Á 2018 |
| 4. | 20 tháng 8 năm 2017 | Sân vận động Shah Alam, Shah Alam, Malaysia              | Philippines | 3–0       | 4–0     | SEA Games 2017                                  |

#### U-19
| #   | Ngày                | Địa điểm                                                     | Đối thủ           | Bàn thắng | Kết quả | Giải đấu                                        |
| --- | ------------------- | ------------------------------------------------------------ | ----------------- | --------- | ------- | ----------------------------------------------- |
| 1.  | 10 tháng 9 năm 2013 | Sân vận động Petrokimia, Gresik, Indonesia                   | Thái Lan          | 2–1       | 3–2     | Giải vô địch bóng đá U19 Đông Nam Á 2013        |
| 2.  | 10 tháng 9 năm 2013 | Sân vận động Petrokimia, Gresik, Indonesia                   | Thái Lan          | 3–1       | 3–2     | Giải vô địch bóng đá U19 Đông Nam Á 2013        |
| 3.  | 14 tháng 9 năm 2013 | Sân vận động Petrokimia, Gresik, Indonesia                   | Indonesia         | 2–1       | 2–1     | Giải vô địch bóng đá U19 Đông Nam Á 2013        |
| 4.  | 16 tháng 9 năm 2013 | Sân vận động Petrokimia, Gresik, Indonesia                   | Myanmar           | 1–0       | 3–1     | Giải vô địch bóng đá U19 Đông Nam Á 2013        |
| 5.  | 16 tháng 9 năm 2013 | Sân vận động Petrokimia, Gresik, Indonesia                   | Myanmar           | 2–0       | 3–1     | Giải vô địch bóng đá U19 Đông Nam Á 2013        |
| 6.  | 16 tháng 9 năm 2013 | Sân vận động Petrokimia, Gresik, Indonesia                   | Myanmar           | 3–1       | 3–1     | Giải vô địch bóng đá U19 Đông Nam Á 2013        |
| 7.  | 3 tháng 10 năm 2013 | Sân vận động KLFA, Kuala Lumpur, Malaysia                    | Đài Bắc Trung Hoa | 2–0       | 6–1     | Vòng loại giải vô địch bóng đá U-19 châu Á 2014 |
| 8.  | 3 tháng 10 năm 2013 | Sân vận động KLFA, Kuala Lumpur, Malaysia                    | Đài Bắc Trung Hoa | 5–1       | 6–1     | Vòng loại giải vô địch bóng đá U-19 châu Á 2014 |
| 9.  | 5 tháng 10 năm 2013 | Sân vận động KLFA, Kuala Lumpur, Malaysia                    | Hồng Kông         | 2–0       | 5–1     | Vòng loại giải vô địch bóng đá U-19 châu Á 2014 |
| 10. | 7 tháng 10 năm 2013 | Sân vận động KLFA, Kuala Lumpur, Malaysia                    | Úc                | 3–0       | 5–1     | Vòng loại giải vô địch bóng đá U-19 châu Á 2014 |
| 11. | 9 tháng 8 năm 2014  | Khu liên hợp thể thao Điền kinh, Bandar Seri Begawan, Brunei | Singapore         | 4–0       | 4–0     | Cúp Hassanal Bolkiah 2014                       |
| 12. | 9 tháng 9 năm 2014  | Sân vận động Quốc gia Mỹ Đình, Hà Nội, Việt Nam              | Nhật Bản          | 1–0       | 2–3     | Giải vô địch bóng đá U19 Đông Nam Á 2014        |
| 13. | 11 tháng 9 năm 2014 | Sân vận động Quốc gia Mỹ Đình, Hà Nội, Việt Nam              | Myanmar           | 3—0       | 4–1     | Giải vô địch bóng đá U19 Đông Nam Á 2014        |

## Đời tư
Nguyễn Văn Toàn tốt nghiệp Trường Đại học Sư phạm Thể dục Thể thao Thành phố Hồ Chí Minh.

## Danh hiệu
Thép Xanh Nam Định
- V.League 1: 
  -  Vô địch (1): 2023–24
- Cúp Quốc gia:
  -  Hạng 3 (1): 2023–24
- Siêu cúp Quốc gia:
  -  Vô địch (1): 2024

U-19 Việt Nam
- Á quân Giải vô địch bóng đá U-19 Đông Nam Á:  2013, 2014

U-23 Việt Nam
- Đại hội Thể thao Đông Nam Á:  Huy chương đồng (2015)
- Giải vô địch bóng đá U-23 châu Á :  Á quân (2018)
- Hạng tư Đại hội Thể thao châu Á: 2018

Việt Nam
- Giải vô địch bóng đá Đông Nam Á:  Vô địch (2018, 2024)
- King's Cup:  Á quân (2019)
- VFF Cup: 2022

Cá nhân
- Vua phá lưới Giải vô địch bóng đá U-19 Đông Nam Á: 2013
- Đội hình tiêu biểu V.League 1: 2019